# 냇 카

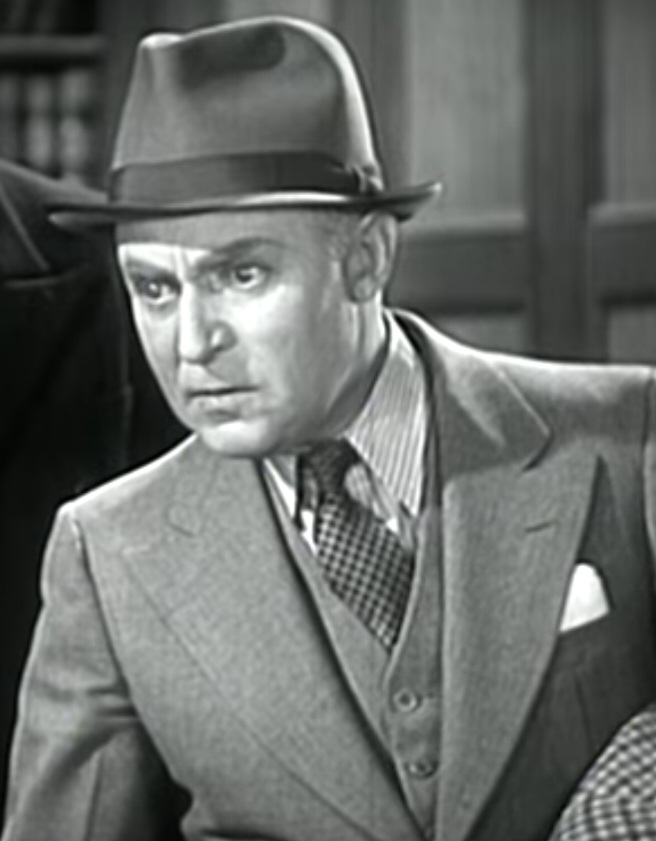

냇 카(Nat Carr, 1886년 8월 12일 ~ 1944년 7월 6일)는 미국의 배우이다.
폴타바에서 태어났으며 할리우드에서 사망하였다. 포리스트 론 메모리얼 파크에 매장되었다.

## 영화
- 맨파워 (1941년)
- 캐슬 온 더 허드슨 (1940년)
- 닷지 시티 (1939년)
- 포효하는 20년대 (1939년)
- 코멧 오버 브로드웨이 (1938년)
- 용커 다이아몬드 (1936년)
- 멜로디 크루즈 (1933년)
- 하이 프레셔 (1932년)
- 50 밀리언 프렌치맨 (1931년)